# AKK Zanatlija
Auto i karting klub Zanatlija, hrvatski automobilistički i karting klub iz Zagreba. Uspješni član kluba je Željko Pavičić. Osnovan je 1951. kao AMD Zanatlija.

## Vanjske poveznice
- Službene stranice  Arhivirana inačica izvorne stranice od 9. studenoga 2019. (Wayback Machine)
- Facebook AKK Zanatlija